# Báu vật hoàng gia xứ Bohemia

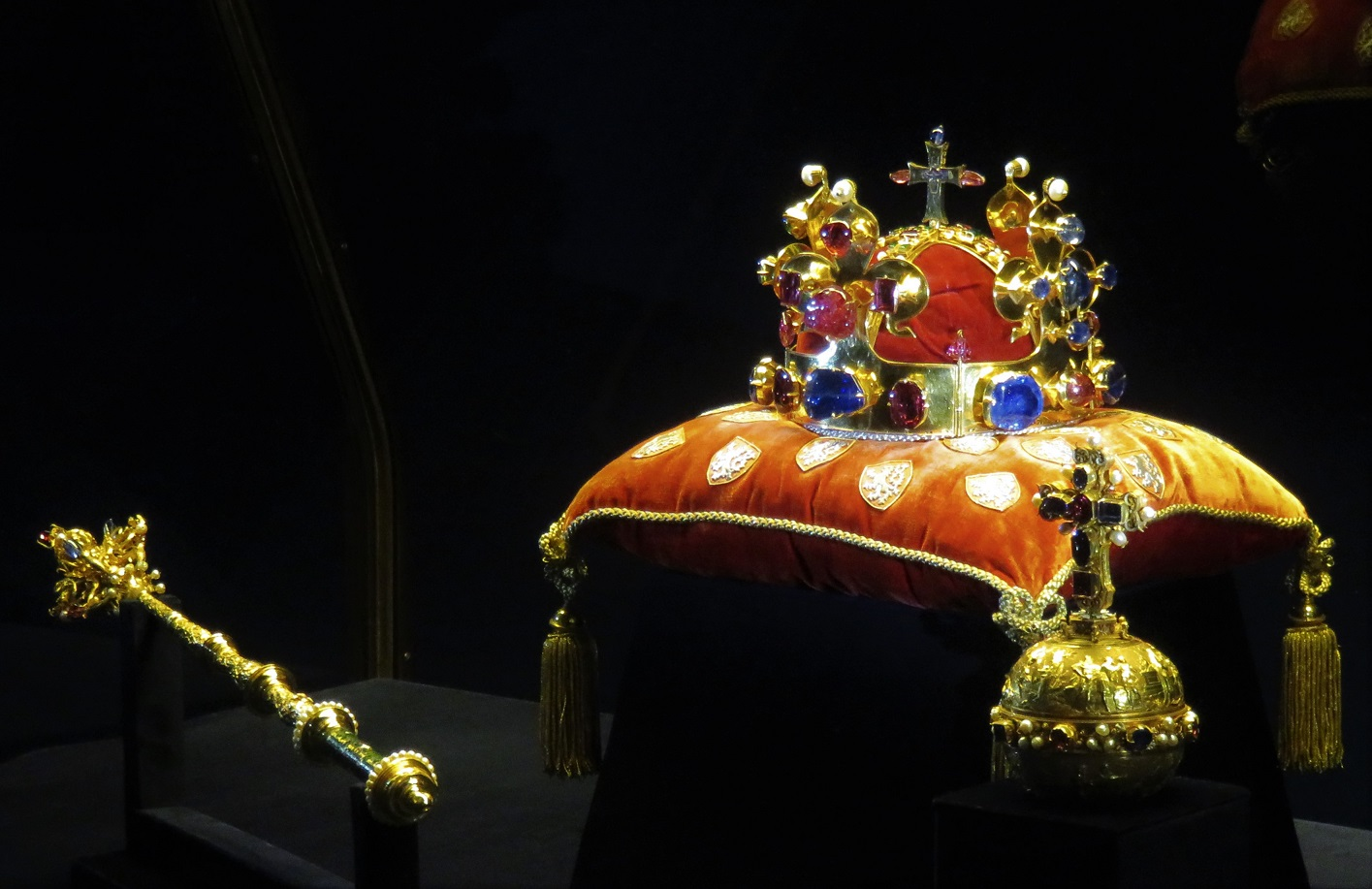
Báu vật hoàng gia của xứ Bohemia

Báu vật hoàng gia xứ Bohemia, hay còn được gọi là báu vật hoàng gia của Séc (tiếng Séc: české korunovační klenoty), bao gồm vương miện của Thánh Václav (Svatováclavská koruna), quả cầu vàng, quyền trượng, lễ phục đăng quang, thánh giá đăng quang bằng vàng và thanh gươm của Thánh Václav. Những báu vật này được chế tác bởi Matthias xứ Arras và được cất giữ lần đầu tại lâu đài Karlštejn. Sau đó, kể từ năm 1791, báu vật hoàng gia của Bohemia lại được chuyển sang nhà thờ chính tòa Thánh Vitus nằm tại lâu đài Praha. Bản phục dựng của những báu vật này được trưng bày trong triển lãm lịch sử thường trực tại cung điện hoàng gia trước kia của lâu đài Praha. Riêng chiếc vương miện trong số những châu báu này là được làm lần đầu tiên cho vua Karl IV của Thánh chế La Mã trong lễ đăng quang vào năm 1347 và cũng là chiếc vương miện có niên đại lâu đời thứ tư tại Châu Âu.

## Miêu tả

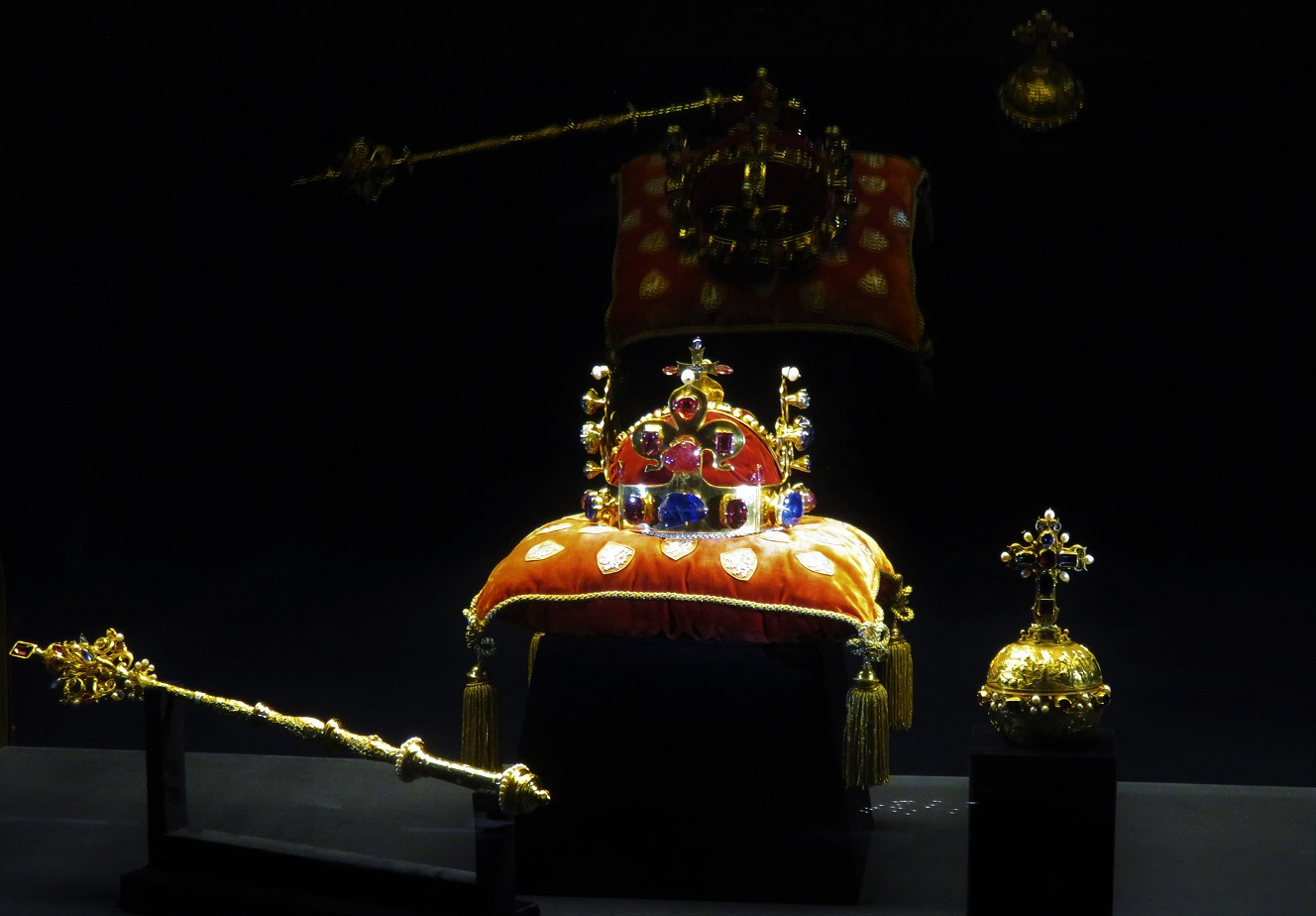
Báu vật hoàng gia của xứ Bohemia

Vương miện Thánh Václav có một thiết kế đặc biệt, với biểu tượng hình hoa diên vỹ ở cả đằng trước lẫn đằng sau và ở hai bên. Vương miện được làm từ vàng 22 Kara, và được nạm 19 viên đá Sapphire, 30 viên ngọc lục bảo, 44 viên đá Spinel, 20 viên ngọc trai, 1 viên hồng ngọc, 1 viên đá Tourmalin cùng 1 viên Beryl. Tổng trọng lượng của chiếc vương miện là 2475 gam. Trên đỉnh vương miện còn có một cây Thánh Giá.
Cây quyền trượng trong bộ báu vật hoàng gia được làm từ vàng 18 Kara, nạm 4 viên đá Sapphire, 5 viên đá Spinel cùng 62 viên ngọc trai và ở đỉnh đầu quyền trường còn đính thêm một viên đá Spinel ngoại cỡ. Quyền trượng nặng khoảng 1013 gam. Quả cầu hoàng gia cũng được làm từ vàng 18 Kara, bên trên có đính 8 viên đá Sapphire, 6 viên Spinel và 31 viên ngọc trai. Quả cầu nặng 780 gam và được chạm khắc những hoạt cảnh trong Kinh Cựu ước và Sách Sáng thế. Áo choàng đăng quang được làm từ loại vải quý hiếm màu đỏ mềm như lụa, được gọi là zlatohlav và có lót bằng lông chồn. Được biết, toàn bộ những châu báu trên cùng với bộ lễ phục đăng quang được bảo quản trong một nơi có điều hòa nhiệt độ đặc biệt.
Trong nghi lễ đăng quang không thể thiếu thanh gươm của Thánh Václav, đây là một vũ khí điển hình theo phong cách Gothic. Thanh gươm lần đầu được nhắc đến trong các tài liệu lịch sử vào năm 1333, nhưng lưỡi gươm đã có từ thế kỷ 10, trong khi chuôi gươm có từ thế kỷ 13 và vải dệt chỗ cầm tay có lẽ có từ thời vua Karl IV của Thánh chế La Mã. Chiều dài của lưỡi gươm là 76 centimet, trên thân gươm còn có một lỗ khoét hình chữ thập với kích cỡ là 45 x 20 milimét. Thanh gươm có tay cầm bằng gỗ bọc vải nhung nâu vàng và được thêu hình cành nguyệt quế bằng sợi chỉ ánh bạc. Sau buổi lễ đăng quang của nhà vua, thanh gươm được sử dụng vào mục đích phong tước hiệp sĩ.
Chiếc hộp da đựng vương miện lâu đời nhất được làm vào năm 1347. Mặt trên cùng của hộp có khắc bốn biểu tượng: Chim đại bàng Hoàng gia, sư tử Bohemian, quốc huy của Đức Tổng giám mục đầu tiên của Praha, Arnošt xứ Pardubice và biểu tượng của Tổng giám mục Praha.
Căn phòng cất giữ kho báu hoàng gia tương tự như một két sắt an toàn với bảy ổ khóa. Chỉ có bảy người có chìa khóa, đó là Tổng thống Cộng hòa Séc, Chủ tịch Hạ viện, Chủ tịch Thượng viện, Thủ tướng, Thị trưởng Praha, Tổng Giám mục Praha và Tu viện trưởng tu viện của nhà thờ chính tòa Thánh Vitus.

## Lịch sử

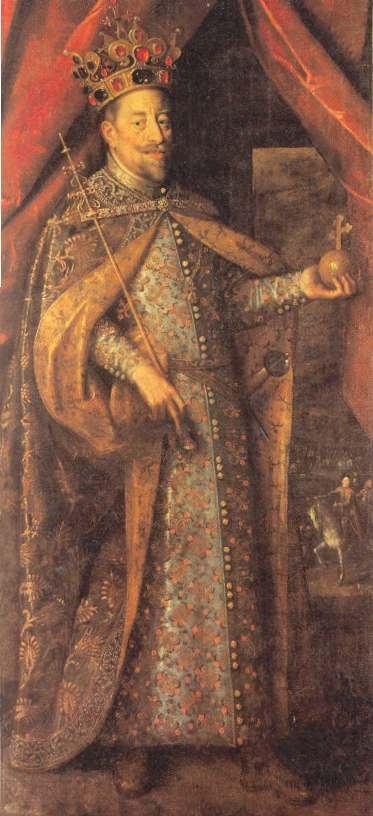
Hoàng đế Matthias của Thánh chế La Mã cùng những báu vật hoàng gia của Bohemia

Vương miện trong bộ báu vật hoàng gia Bohemia được đặt tên theo Thánh Václav, Công tước xứ Bohemia của triều đại Přemyslid. Những báu vật của hoàng gia thường được cất giữ tại nhà nguyện của nhà thờ chính tòa Thánh Vitus. Trong lễ đăng quang của một vị vua mới, báu vật được trao cho nhà vua rồi lại trở về với nơi cất giữ tại nhà thờ vào buổi tối. Sau năm 1918, dưới sự thành lập của nhà nước Cộng hòa Tiệp Khắc, những báu vật hoàng gia Bohemia không còn dùng để thực hiện nghi lễ đăng quang nữa nhưng vẫn giữ một giá trị nhất định, là làm biểu tượng của nền độc lập và vị thế quốc gia.

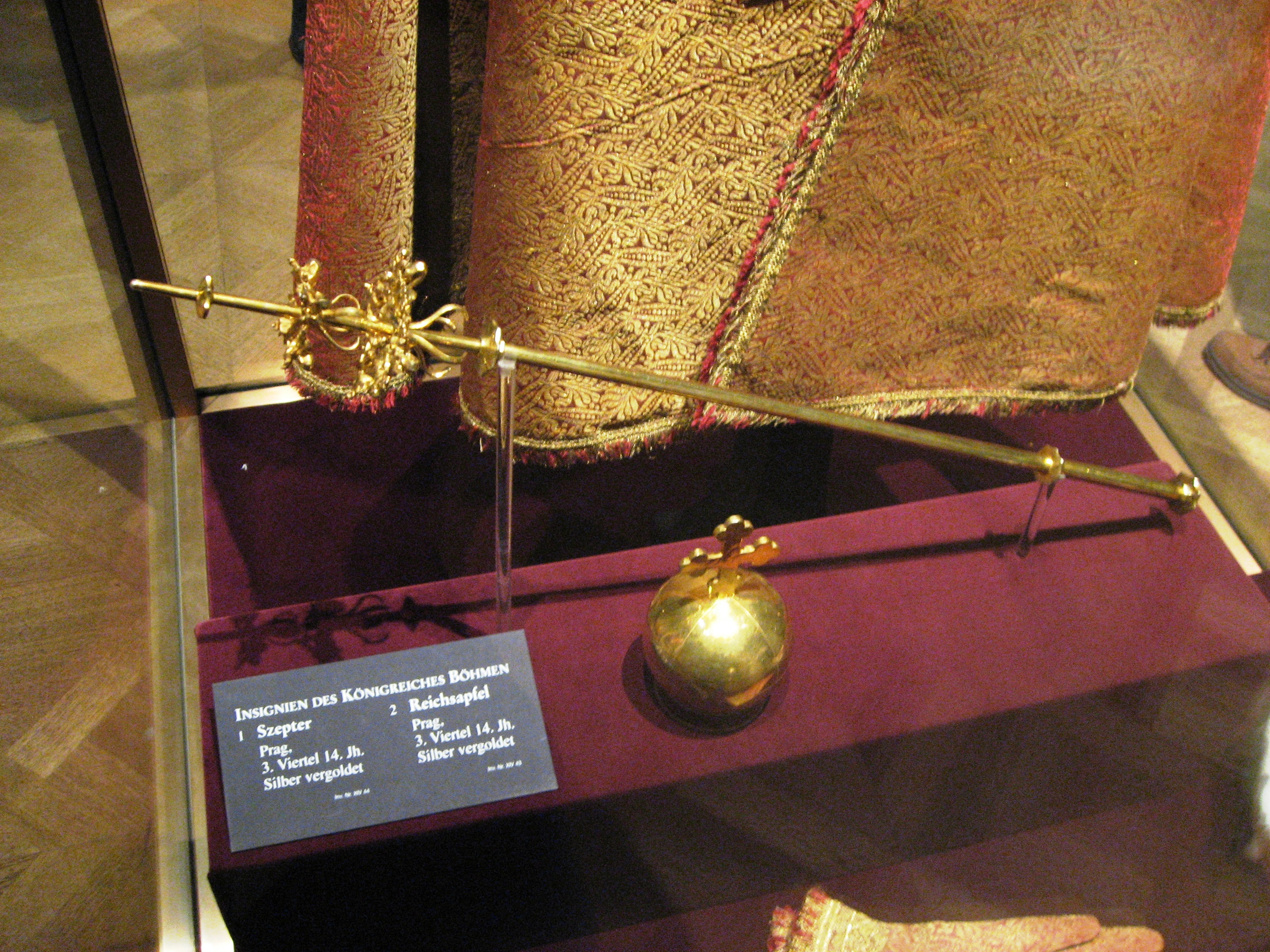
Quyền trượng và quả cầu vàng ban đầu có niên đại từ thế kỷ 14 được trưng bày ở Viên

Trong quá khứ, những báu vật hoàng gia này từng được cất giữ ở nhiều địa điểm khác nhau nhưng thường được mang đến vào đúng ngày làm lễ đăng quang hoàng gia ở Praha. Vua Wenzel IV của Bohemia có lẽ đã cho chuyển những báu vật này đến lâu đài Karlštejn. Sau đó, báu vật hoàng gia của Bohemia lại liên tục được đổi địa điểm cất giữ vì lý do an toàn. Vào thế kỷ 17, những báu vật này được đưa về lâu đài Praha. Trong Chiến tranh Ba mươi năm (1631), báu vật xứ Bohemia được chuyển đến một nhà thờ ở České Budějovice và sau đó lại bí mật được chuyển đến Kho tàng Hoàng gia tại cung điện Hoàng gia Hofburg của Áo (1637). Đồng thời, quả cầu vàng và quyền trượng ban đầu có niên đại từ thế kỷ 14 cũng được thay thế bằng bản sao mới hơn. Lý do của sự thay thế này có lẽ bắt nguồn từ yêu cầu của vua Ferdinand I của Thánh chế La Mã vào năm 1533. Có thể là do quả cầu và quyền trượng cũ trông hơi giản dị và lại còn thiếu mất vài viên đá quý nên vua Ferdinand I đã cho làm lại một bản mới công phu hơn, được nạm ngọc đầy đủ, để tượng trưng cho uy quyền của Vương quốc Bohemia.
Những báu vật hoàng gia này đã được đưa về Praha vào đúng dịp lễ đăng quang của vua Leopold II của Thánh chế La Mã vào năm 1791. Vào thời điểm đó, truyền thống về bảy chiếc chìa khóa đã được thiết lập, mặc dù những người nắm giữ chìa khóa theo thời gian đã được thay đổi theo thể chế chính trị. Về sau, những báu vật này phải chuyển đến Viên do mối đe dọa từ quân đội Phổ nhưng sau đó đã được trả về với Praha vào ngày 28 tháng 8 năm 1867.
Theo truyền thống cổ xưa và các quy định được đặt ra bởi vua Karl Đệ Tứ vào thế kỷ 14, những báu vật hoàng gia này chỉ được trưng bày để đánh dấu những dịp đặc biệt của đất nước. Trong đó, triển lãm chỉ có thể diễn ra tại lâu đài Praha. Trong thế kỷ 20, có chín khoảnh khắc như vậy đã diễn ra trong lịch sử. Hiện nay, Tổng thống Cộng hòa Séc có toàn quyền quyết định việc trưng bày vương miện Thánh Václav.
Tương truyền rằng, bất cứ kẻ nào dám soán ngôi mà đội chiếc vương miện Thánh Václav lên đầu thì sẽ chết trong vòng một năm. Truyền thuyết này được cho là linh ứng và được nhiều người tin theo bởi có một tin đồn là Reinhard Heydrich, thống đốc Đức Quốc xã của Nhà nước bảo hộ bù nhìn Bohemia và Moravia, đã lén đội thử chiếc vương miện này lên đầu và chưa đầy một năm sau đó thì bị lực lượng phòng vệ quốc gia của Séc ám sát.

## Bộ sưu tập

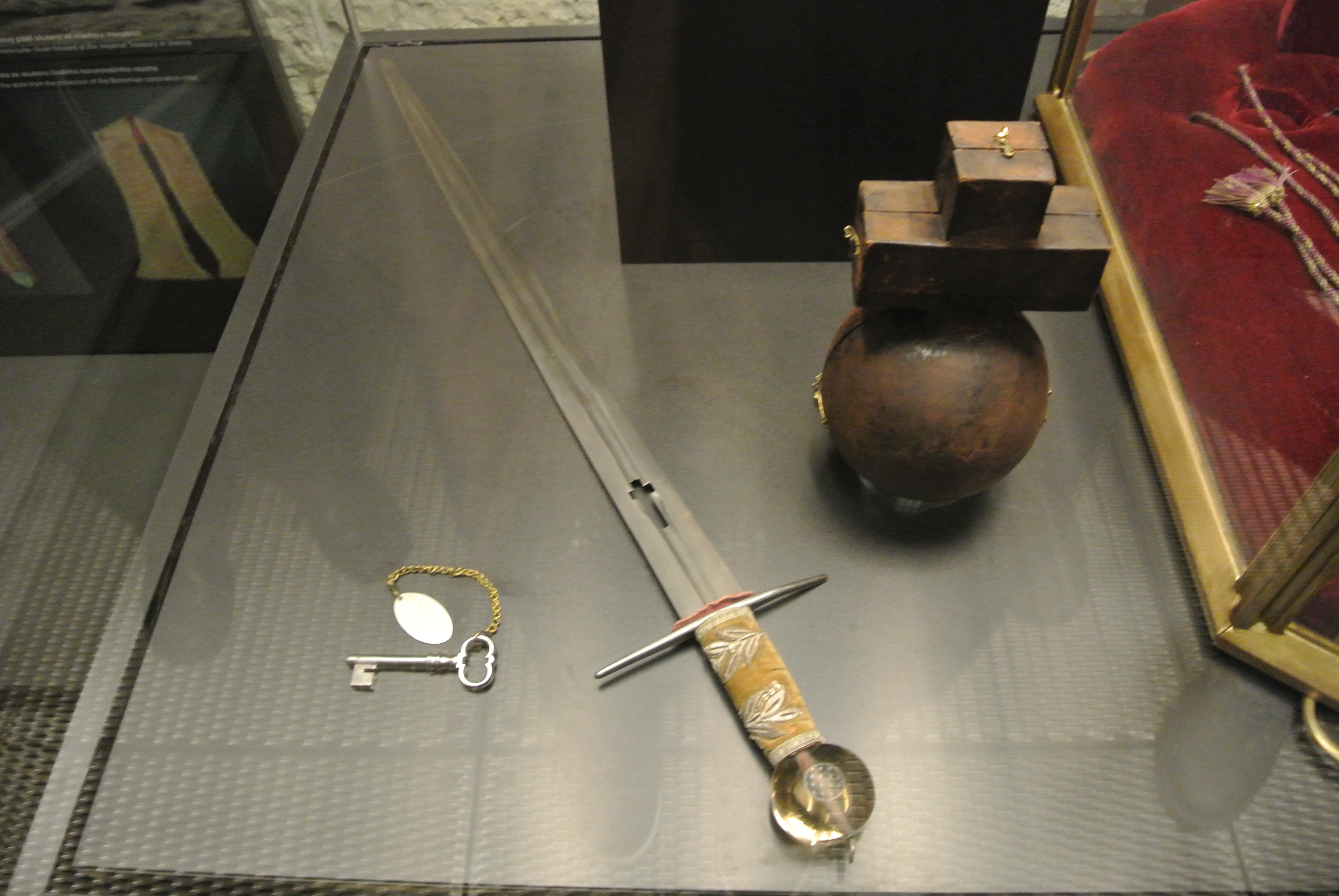
Thanh gươm Thánh Václav và một trong bảy chiếc chìa khóa vào phòng cất giữ báu vật
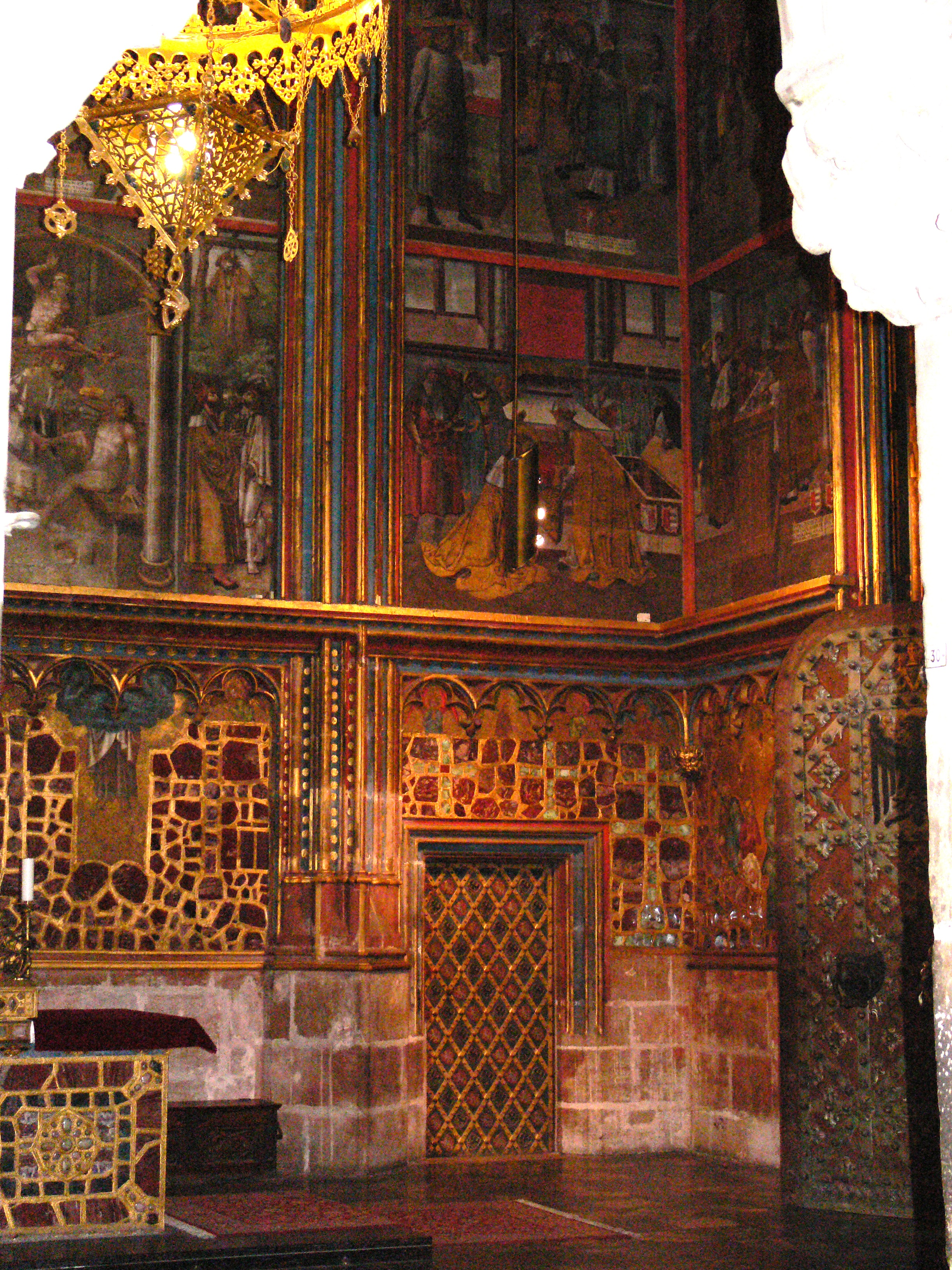
Cánh cửa tại nhà thờ Chính tòa Thánh Vitus
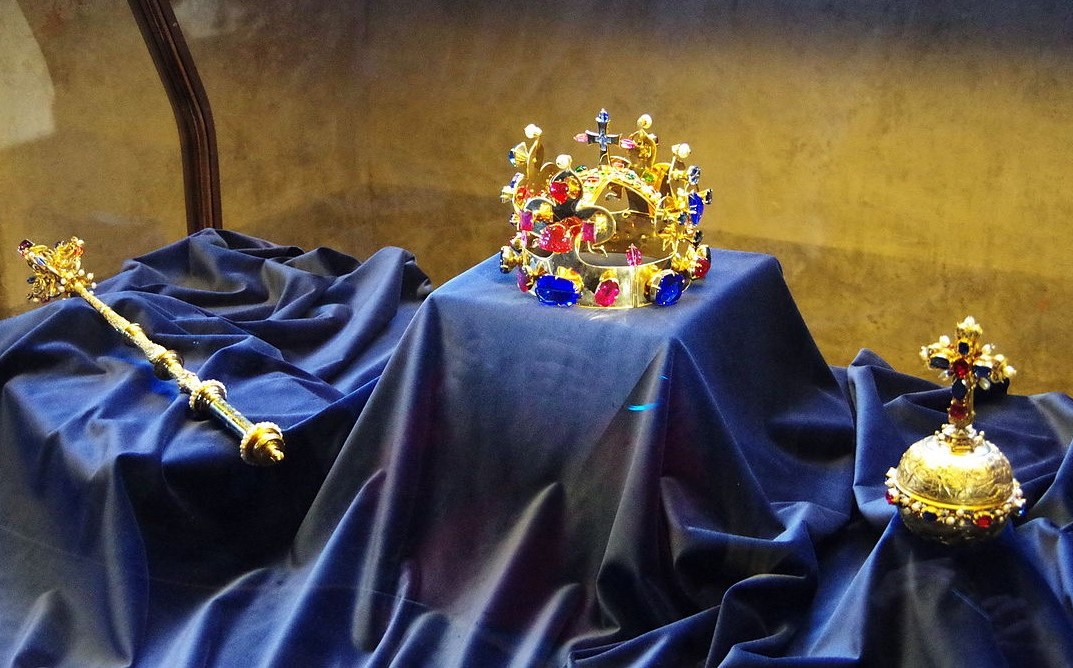
Bản phục dựng của báu vật hoàng gia Bohemia
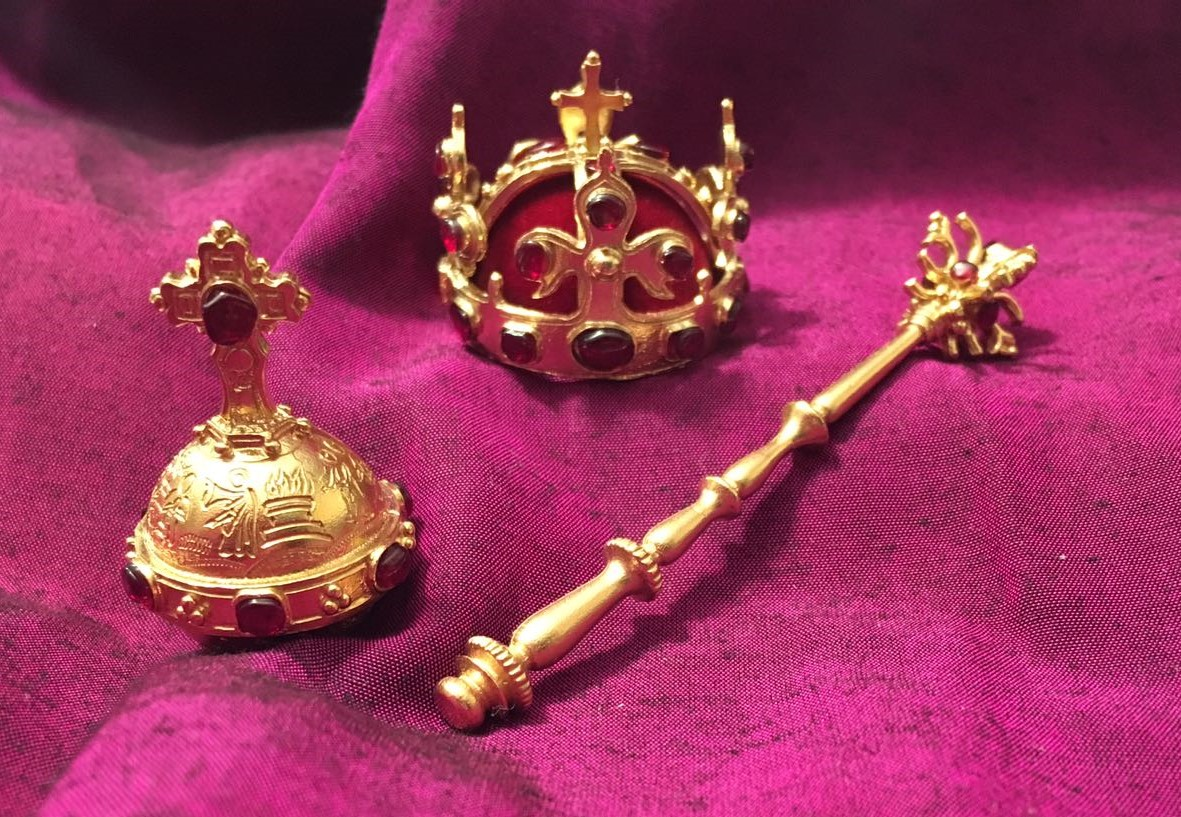
Bản phục dựng của báu vật hoàng gia Bohemia
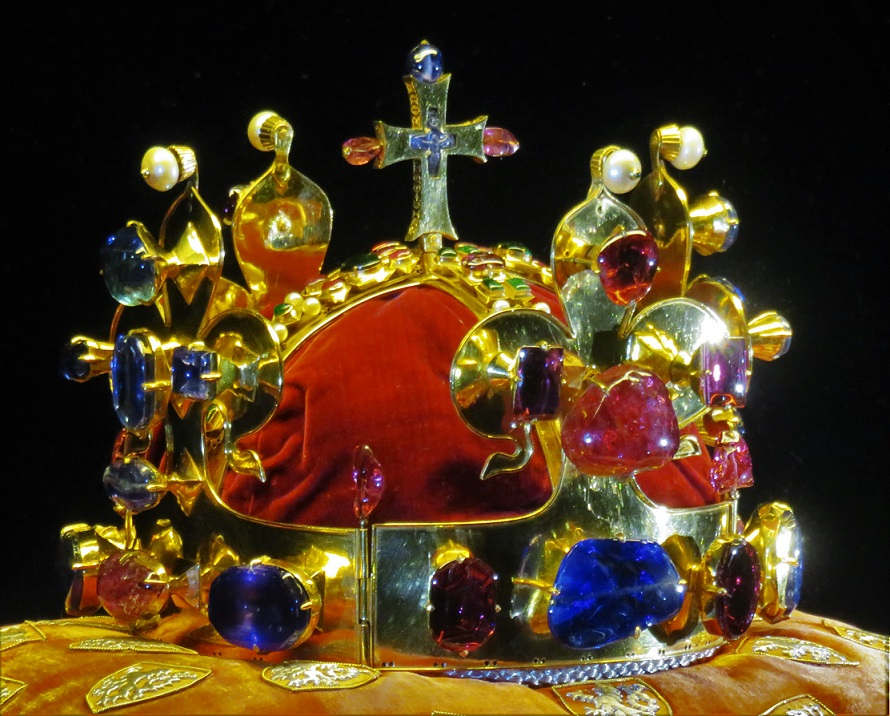
Vương miện của Thánh Václav
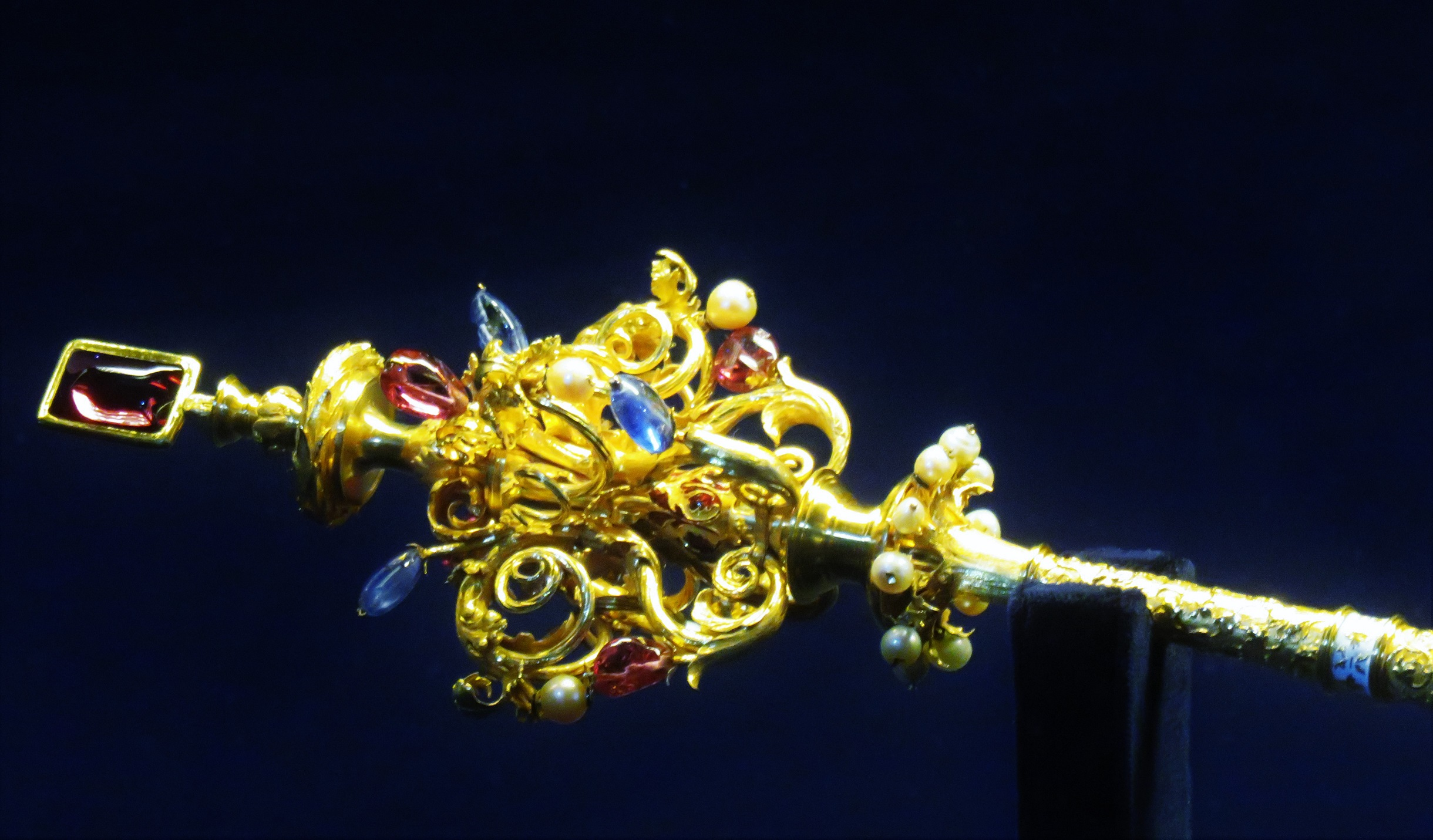
Vương trượng hoàng gia của Bohemia
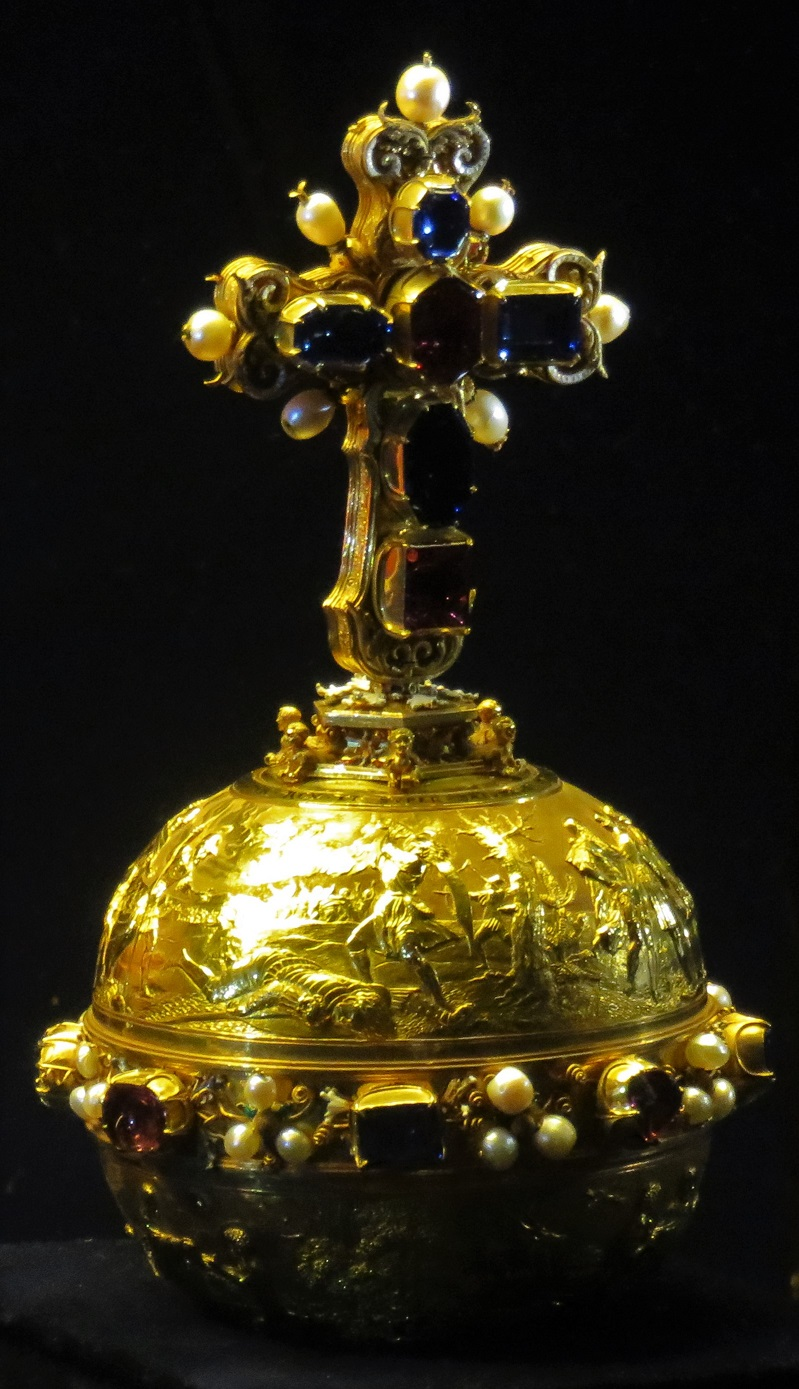
Quả cầu hoàng gia của Bohemia